# Missing People Sweden
Missing People Sweden är en svensk ideell organisation som hjälper anhöriga och polis med att publicera efterlysningar och arrangera sökinsatser efter försvunna personer. Organisationen grundades 2012 i Göteborg och är en rikstäckande organisation med 25 regionala avdelningar runtom i landet.
Kärnan i organisationen är alla frivilliga personer som ger av sin tid för att hjälpa till i sökande efter försvunna personer. Över 60 000 personer har anmält sig till organisationens skallgångsregister (2019). Organisationen strävar efter att starta en sökinsats inom sex timmar från det att ett ärende kommit in till Missing People Swedens jour.

## Samarbete

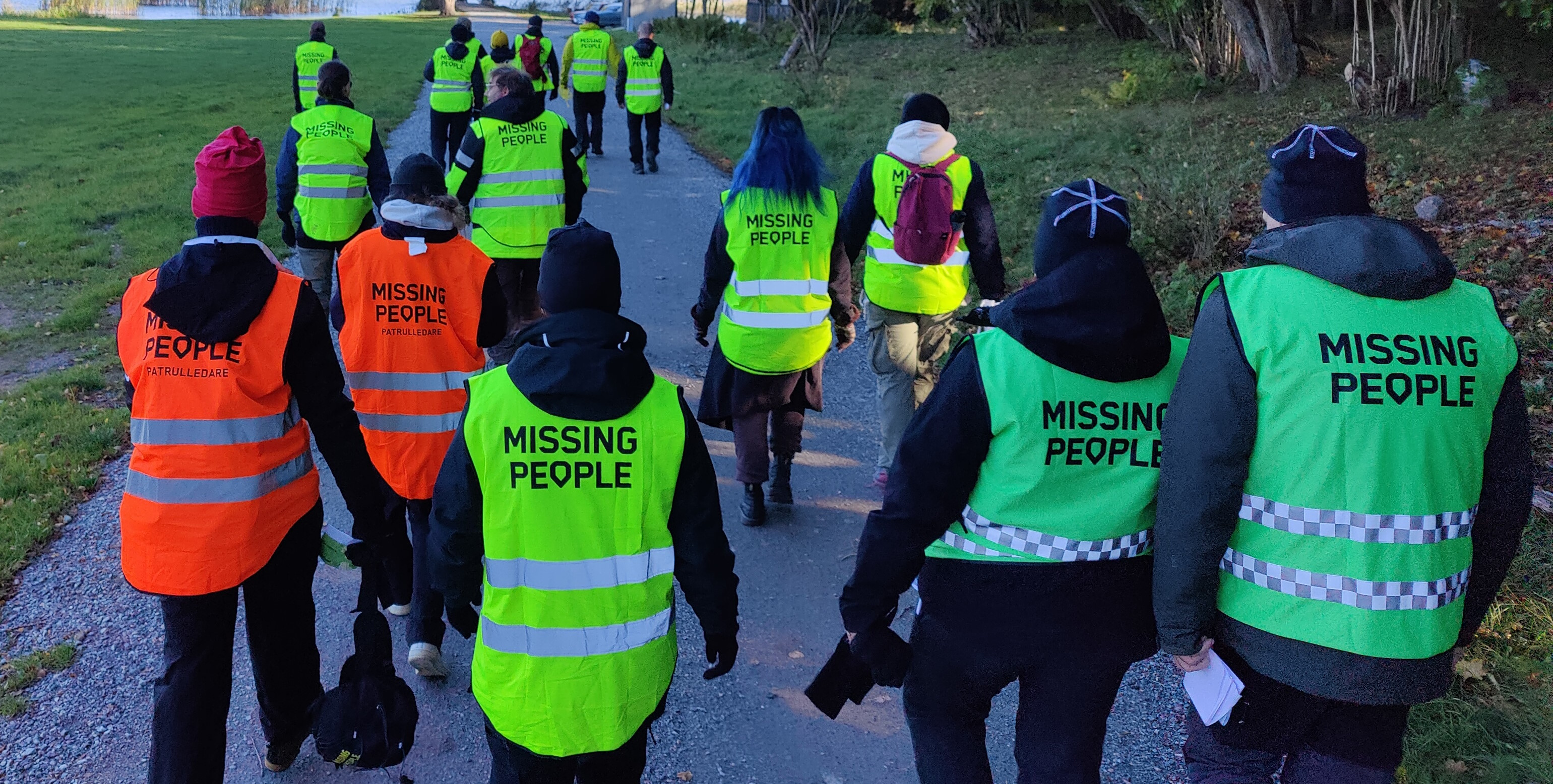
Patrulledare (orange), sökare (gul) och insatsledare (grön) under sökövning

Missing People Sweden har ett nära samarbete med anhöriga, polis och andra hjälporganisationer. När ett försvinnande kommer in till jouren kontrolleras det hos polisen om det finns en upprättad polisanmälan samt att det inte existerar hinder för att publicera efterlysningar eller genomföra sökinsatser. Efterlysningar publiceras på organisationens hemsida och Facebooksida. 
Under 2020 tog Missing People Sweden emot 554 anmälningar (varav 454 stycken ledde till aktiva sökinsatser) om försvunna personer. Normalt brukar cirka 80 % av dem Missing People Sweden letar efter hittas vid liv.

## Lista över styrelseordförande
- 2016–2021: Magnus Idebro[4]
- 2021–2023: Samuel Persson[5]
- 2023–: Bertil Jungmar[6]